# Serixia annulata
Serixia annulata là một loài bọ cánh cứng trong họ Cerambycidae.